# Paul Ryan
Paul Davis Ryan Jr. (født 29. januar 1970 i Janesville, Wisconsin) er en amerikansk politiker tilhørende Det republikanske parti. Han har siddet i Repræsentanternes Hus siden 1999, og blev den 10. august 2012 introduceret af Mitt Romney som vicepræsidentkandidat.[kilde mangler]
Da den tidligere formand for Repræsentanternes Hus John Boehner meddelte i september 2015 at han trådte tilbage, havde Ryan allerede tilkendegivet, at han ikke ønskede posten. Men efter at hovednavnet Kevin McCarthy meldte sig ud af kampen, valgte han alligevel at stille op, hvilket resulterede i at han vandt med 236 stemmerne. Han blev afløst af Nancy Pelosi den 3. januar 2019.